# Sevesoulykken
Sevesoulykken var en industriulykke, der fandt sted den 10. juli 1976 omkring kl. 12:37 på et industrianlæg nær den italienske by Seveso, ca. 9 km. fra Milano. Ved ulykken skete der et udslip et det giftige stof dioxin (2,3,7,8-tetrachlorodibenzo-p-dioxin (TCDD)) i mængder, der udsatte befolkningen omkring anlægget for den højeste målte dosis nogensinde. Ulykken gav anledning til en lang række videnskabelige undersøgelser af dioxins skadelige virkninger på mennesker, ligesom ulykken var årsag til, at EU senere vedtog lovgivning til regulering af opbevaring og håndtering af farlige stoffer i tætbefolkede områder, det såkaldte Seveso-direktiv.
Ved ulykken blev 2,5 kg dioxin spredt over et større område, efter en lækage i en højtrykskedel i virksomheden ICMESA – et datterselskab af det schweizisk-nordamerikanske multinationale selskab Hoffman La Roche. En af selskabets ejere og ledere, Lukas-Hans Hoffman, var da vicepræsident i miljøorganisationen Verdensnaturfonden (WWF).
Ulykken fik et så alvorligt omfang, fordi hverken arbejderne eller befolkningen var informeret om, hvilke stoffer der blev anvendt i produktionen, eller om uheldet, før otte dage senere, da virksomheden blev lukket efter en retslig kendelse. Først den 27. juli blev området omkring fabrikken evakueret.
Dioxin er et syntetisk giftstof. Virkningen på den menneskelige organisme når sit højdepunkt efter et–to år, med hudlidelser, svulster, hårtab, hovedpine og kræft. Det nedbryder kroppens almindelige forsvarsmekanismer mod infektioner, og lader sig kun vanskeligt udskille igen. Men mest foruroligende er den mulige virkning på arvestoffet.
Et år efter ulykken var 450 børn angrebet af en alvorlig variant af hudsygdommen klorakne med ringe chancer for helbredelse. Tre personer var døde af leverkræft. Der blev født 122 deformerede spædbørn – herunder en del med Downs syndrom. I 1978 øgedes tallet til 157. Året før ulykken var der kun ni unormale fødsler i samme område.
Ulykken i Seveso rettede søgelyset mod nordamerikanernes brug af dioxin som løvfældningsmiddel i Vietnam. Man regner med, at omkring 550 kg blev spredt fra fly, med en dosering på 9 gram per hektar. Doseringen i Seveso var 40 gram per hektar. For at gøre områderne beboelige igen har man måttet fjerne 20 cm af jordlaget og erstatte det med ny jord.